# Горизонт згорілих будинків

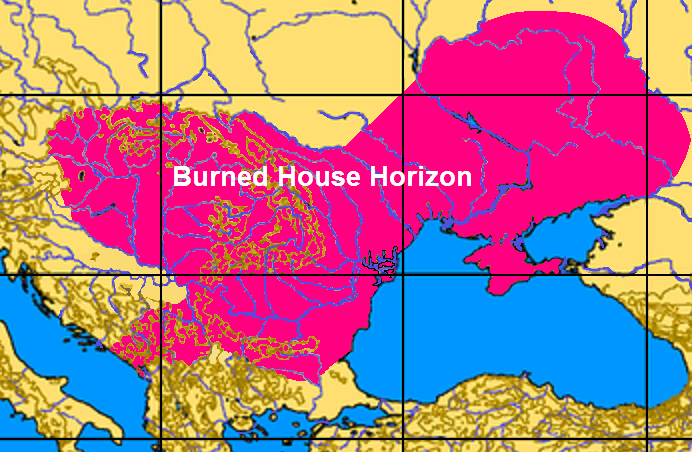
Карта, що показує масштаби практики спалення будинків у Південно-Східній Європі

В археології неолітичної Європи горизонт згорілих будинків являє собою географічну протяжну область імовірно навмисно спалених поселень.
Це була широко поширена традиція на території сучасної Південно-Східної Європи та Східної Європи, що існувала між 6500 до н. е. (початок неоліту в цьому регіоні) та 2000 р. до зв. е. (початок бронзового віку). Яскравим представником цієї традиції є культура Кукутень-Трипілля, яка була зосереджена на горизонті спалених будинків як географічно, так і за часом.
Істориками-дослідниками неоліту та енеоліту Європи досі ведеться дискусія про те, чи більшість згорілих будинків були підпалені навмисно чи ні.
Хоча досі точаться суперечки, чому практикувалося спалювання будинків, докази, схоже, вказують на те, що це навряд чи було випадковим. Також точаться суперечки про те, що могло бути причиною навмисного та регулярного спалювання будинків, адже ці підпали могли знищити все поселення. Проте в останні роки навколо теорії «домоциду», підтримуваної Трингхем, Стеванович  та іншими, почав складатися консенсус.
Кукутень-Трипільські поселення повністю вигоряли кожні 60—80 років, залишаючи після себе послідовні шари, що складаються в основному з великої кількості уламків від глинобитних стін, що обрушилися. Ці уламки здебільшого складалися з керамічного матеріалу, що виникав, коли сира глина, що використовується для обмазування стін, засклувалася від сильного жару. Пожежа, що знищувала будівлі, засклувала глину, забарвлюючи її в яскраво-жовтогарячий колір, подібним чином до того, як предмети з необробленої глини перетворюються на керамічні вироби в процесі випалу в печі. Більше того, величезна кількість уламків з обпаленої глини, знайдених на місці кожного будинку поселення, вказує на те, що вогонь величезної сили вирував у всьому поселенні, щоб створити такий обсяг знайденого матеріалу.

## Експерименти
Хоча робилися деякі спроби відтворити результати спалень стародавніх поселень, у жодному експерименті ще не вдалося успішно відтворити умови, які залишили б після себе такий же тип залишків, як у виявлених на спалених неолітичних стоянках, за умови, що споруди згоріли за нормальних умов.

## Аргументи на користь випадкового чи навмисного спалювання
Аргумент на користь випадкового займання: На деяких спалених ділянках була велика кількість запасів продовольства, частково знищених пожежами, внаслідок яких згоріли будинки. Крім того, існував високий ризик займання через використання у цих будинках примітивних печей. Ці два факти підтверджують теорію про те, що будівлі були спалені випадково або в результаті нападу противника, оскільки можна було б стверджувати, що ніхто не навмисно спалюватиме запаси продовольства разом з будинками.
Аргумент навмисного підпалу: Деякі історики стверджують, що поселення були навмисно спалені в циклі будівництва і руйнування, що повторюється. Сербський археолог Мір'яна Стеванович пише: «…малоймовірно, що будинки згоріли в результаті серії нещасних випадків або з якихось конструктивних і технологічних причин, а скоріше те, що вони були зруйновані внаслідок навмисного підпалу і, швидше за все, з причин символічного характеру» .

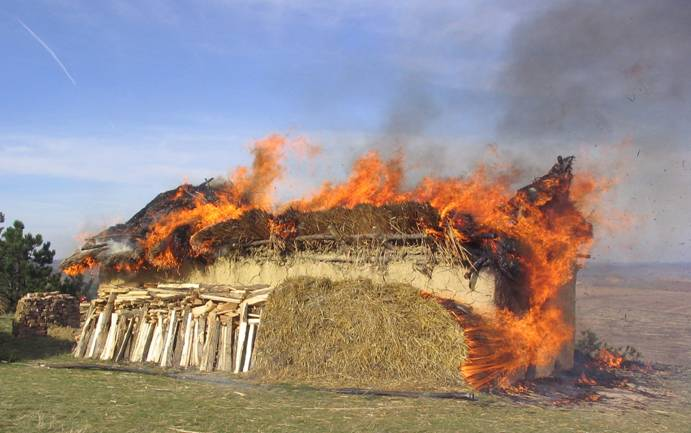
Експеримент зі спалювання кукутень-трипільського будинку; зверніть увагу на додаткове паливо (солому та дерево), додане до зовнішнього боку глиняних стін, щоб збільшити температуру, необхідну для склування кераміки

Деякі з сучасних експериментів зі спалювання будинків включають експерименти, проведені Артуром Банкоффом і Фредеріком Вінтером у 1977, Гері Шаффер у 1993 і Стеванович у 1997. У своєму експерименті Банкофф і Вінтер побудували модель напівзруйнованого неолітичного будинку, а потім підпалили її таким чином, щоб відтворити випадкову пожежу, яка, можливо, виникла б через занедбане вогнище для приготування їжі. Потім вони дозволили вогню безконтрольно горіти понад тридцять годин. Хоча вогонь швидко поширився на солом'яний дах, знищивши його в процесі, врешті-решт обгоріло менше одного відсотка глини в стінах (перетворилося на керамічний матеріал), що суперечить великій кількості уламків з обпаленої глини, знайденої в руїнах кукутень-трипільського городища. Крім того, в результаті експериментального спалювання стіни залишилися майже повністю незайманими. Було б відносно легко відремонтувати дах, прибрати попіл і знову заселити будинок. Ці результати є типовими для всіх сучасних експериментів, які були проведені, щоб спробувати відтворити ці древні спалені будинки стверджує, що для виробництва великої кількості обпаленої глини, знайденої в руїнах, необхідно було розмістити величезну кількість додаткового палива поряд зі стінами, щоб створити достатньо тепла для склування глини.

## Гіпотези
- Аналіз можливих причин періодичних пожеж кукутень-трипільських поселень призводить до таких гіпотез:

1. Нещасний випадок: Згідно з цією теорією, будинки згоряли внаслідок випадкової пожежі. Хоча ця гіпотеза може пояснити, як могли згоріти деякі будівлі, вона не дає задовільного пояснення причини займання всіх їх. Як обговорювалося вище, експерименти дали дуже переконливі докази проти цієї гіпотези.[6]
2. Захист від атмосферних впливів: У 1940 році російський археолог Євгеній Юрійович Кричевський висунув теорію, що в кукутень-трипільській культурі будинки спалювалися, щоб зміцнити структуру стін і захистити підлогу від вогкості та плісняви. Кричевський припустив, що глина у підлозі та стінах під впливом вогню перетворюється на тверду керамічну поверхню. Аргументом проти є археологічні свідчення, що включають обгорілі уламки, що залишилися від стін, що обрушилися, і зруйнованих підлог. Крім того, в уламках знаходять згорілі цінні артефакти, навряд чи вони виявилися б там, якщо жителі заплановано готували будинок до підпалу.[8]
3. Агресія: гіпотеза стверджує, що поселення були спалені внаслідок нападів ворогів. Однак, як і у випадку з гіпотезою нещасного випадку, ця гіпотеза також не може задовольнити всі археологічні свідчення, виявлені на пам'ятках Кукутень-Трипілля. Наприклад, в обгорілих руїнах будівель не було виявлено людських останків. Також не було знайдено останків із застряглими всередині скелета наконечниками метальних снарядів, таких як стріли або спис. Це вказує на те, що хоча акти агресії можливі, насправді вони були не дуже поширені і не відігравали великої ролі в житті поселення. Таким чином, через відсутність підтверджуючих доказів агресії важко підтримати цю гіпотезу як причину циклічних підпалів поселень, що повторюються і циклічних.[6].
4. Переробка будівельних матеріалів: у 1993 році Гері Шаффер перевірив за допомогою археомагнітного датування та експериментів свою гіпотезу. Суть її в тому, що старі, занедбані будинки спалювалися з метою переробки глини, з якої вони були виготовлені, для використання її при будівництві нових будівель. Конструкція з гілок і глини піддається ветхості, і ми можемо припустити, що після певного періоду будівлі природним чином почнуть виявляти ознаки значного зносу, створюючи потенційну загрозу для своїх мешканців та інших осіб. Можна стверджувати, що в такому випадку вирішенням проблеми було б спалити споруди всього поселення, щоб отримати рясний запас обпаленого керамічного матеріалу, що затвердів, для його подальшого використання в будівництві нових будинків. Шаффер виявив кілька стін у кукутень-трипільському городищі, які були частково збудовані з переробленого керамічного матеріалу, що залишився від попередньої будівлі, що може вважатися підтвердженням цієї гіпотези.[6].
5. Фумігація: ця гіпотеза стверджує, що пожежі використовувалися для обкурювання будівель із санітарних міркувань, щоб позбутися шкідників, хвороб, комах або відьом. Однак наявні дані не підтверджують цю точку зору: оскільки всі будівлі в межах поселень були повністю спалені та зруйновані, було б нелогічним вважати, що єдиною метою підпалів була фумігація[6][7].
6. Символічний кінець будинку: деякі вчені висунули гіпотезу, що будівлі спалювали регулярно і навмисно, щоб ритуально відзначити кінець життя будинку. Для позначення цієї практики вигадали терміни «Domicide» (доміцид) та «Domithanasia»[9]. Ця гіпотеза постулює, що представники кукутень-трипільської культури, можливо, були анімістами, вірячи, що неживі предмети, включаючи будинки, мають душу або Дух. Імовірно, ці люди вірили в реінкарнацію, в те, що «душа» старого, згорілого будинку буде відроджена в новому будинку побудованому на його місці. Використовуючи цю теорію, предмети, що належать дому (включаючи їжу, різні ємності та ритуальні предмети), можна розглядати як такі, що поділяють той самий «дух», що і сама структура будинку. При руйнуванні будинку було б також логічно знищити інші предмети, які вважаються частиною будинку, що пояснило б, чому такі предмети були знайдені похованими під уламками. Фізичний акт знищення всього поселення шляхом навмисного спалювання його вщент вимагав би організованих спільних зусиль співтовариства, включаючи викладання величезної кількості палива навколо стін споруд, а потім підпал всього поселення. Такий систематичний акт руйнування залишав би після себе свідчення того роду, які ми знаходимо в археологічних пам'ятках.[9][6][7].